# 本多小百合
本多 小百合（ほんだ さゆり、1976年9月17日 - ）は、セント・フォース所属のフリーアナウンサー。

## 来歴
静岡県熱海市出身。日本大学国際関係学部国際文化学科卒業後の1999年4月、中京テレビ放送に入社。同期入社には吉田太一がいる。
入社からしばらくの間は情報番組や紀行番組のリポーター、『SPORTS STADIUM』のアシスタントなどを務めていたが、2002年4月から緒方喜子の後任で『中京テレビニュースプラス1』のメインキャスターを担当して以来、衆参選挙特番や地震特番、ドキュメンタリーといった報道番組を多く担当した。
また、2002年には、 24時間テレビ「愛は地球を救う」の中京テレビ総合司会に就任。2008年まで7年間担当した。
2009年3月13日、NNN Newsリアルタイムを卒業。
2010年にはアナアナ商会とana-ana girl'sを担当。
2011年には、朝の情報番組おはZIP!で後輩の佐藤和輝とともにMCを担当。
同年10月、日本テレビアナウンサーの新谷保志と結婚したことを担当番組「おはZIP!」の中で報告した。2012年3月16日、「おはZIP!」が最終回を迎え、その後、2012年春に中京テレビを退社することを同局公式サイト内の「アナかると!」で公表。同年5月31日をもって退社し、最後の日までブログの連載を続ける。
2012年4月21日、挙式・披露宴を行った。
2013年12月ごろから「ヤマガタヤ」のイメージキャラクターとして太陽光発電を紹介するなど、フリーアナウンサーとしての活動を始める。2014年5月からセント・フォースに所属。
2015年4月からは日テレNEWS24の報道番組『Oha!4 NEWS LIVE』の水・木曜日ニュースキャスターに就任。

## 人物・エピソード
- アナウンサーを志すきっかけになったのは、大学時代にふと見た『24時間テレビ』。この特番のドキュメンタリーを見て感動し、何気なく見ていただけなのに人に勇気や元気を与えるテレビの力を凄いと思ったことが志すきっかけになったという[5]。
- 大学時代に1か月間中国・北京へ海外留学した経験あり[6]。さらに、中京テレビ時代の2005年7月から1か月間、海外研修でNNNワシントン支局、ニューヨーク、パリの放送局に入り、報道番組のあり方を学ぶ[7]。
- ミス熱海として活動していた。
- イタリア料理研究家、潜水士、ダイビングライセンス、NPO日本食育インストラクター、美術検定の資格を持つ。
- 2006年10月、同年夏の『24時間テレビ 「愛は地球を救う」』で共演した俳優の加藤晴彦と交際していることが報じられた。しかし、互いの仕事と結婚に対する考えが噛み合わないことや、加藤は今後も東京を、当時の本多は名古屋を生活基盤とする気持ちに変わりが無いことなどを理由に、2008年春頃に交際を解消した[8]。
- 報道番組のキャスターとして事件・社会問題を中心に取材を行なう。2007年8月に起きた「闇サイト殺人事件」では犠牲者の遺族取材、名古屋拘置所での被告人取材を重ね、死刑判決当日にはテレビ局で唯一被告人と面会し、遺族をスタジオに招き、緊急特番を放送した。夕方ニュースは4年連続視聴率1位を獲得した。また、2010年度にはNNSアナウンス大賞で優秀賞を受賞した[9]。
- 中京テレビ時代は同局HP内にブログを設けていた。有料サイトでは「着せ替えさゆりん」なるものも登場した。美術展のナビゲーターを務めることも多く、番組と連動して視聴者を招いて特別内覧会を開き、自ら解説してまわった。
- 2009年、同期の吉田太一とともに映画『ごくせん THE MOVIE』冒頭の空港のシーンにリポーター役で出演した[10]。また、映画『ALWAYS 三丁目の夕日'64』にも事務員役で出演した[11]。なお、本多は学生時代にも映画『釣りバカ日誌9』に出演したことがある[10]。

## フリーアナウンサー時代の担当番組
- Oha!4 NEWS LIVE(水 - 金曜日ニュース担当、2015年3月30日 -2016年4月1日）

## 中京テレビ時代の担当番組
- SPORTS STADIUM （アシスタント、「お立ち台」のコーナー担当）
- 教児のおめざめワイド → おめざめワイド!530 （月曜・火曜「うま食リサーチ」のコーナー担当、気象情報コーナー担当）
- 心にエール!ふるさと夢図鑑（リポーター）
- クスクス（特集企画リポーター）
- 中京テレビニュースプラス1 （末期のメインキャスター）
- 中京テレビNEWSリアルタイム（2009年3月13日まではメインキャスター、以後は土曜キャスター）
- NEWS ZERO 中京テレビローカルパート
- NNNストレイトニュース 中京テレビローカルパート（土曜・日曜キャスター）
- 真相報道 バンキシャ! 中京テレビローカルパート
- あなたと中京テレビ
- あなたに逢いたくて… 〜中京テレビが見つめる7つのエリア〜（リポーター、ナレーター）
- シネマBAR （ナビゲーター、インタビュアー）
- news every. 中京テレビローカルパート（土曜キャスター）
- 知っ得!なごや
- アナアナ商会（不定期出演）
- ana-ana girl's
- おはZIP! （メインキャスター）
- ZIP! 中京テレビローカルパート（メインキャスター）

## 特別出演
- 釣りバカ日誌9
- ごくせん THE MOVIE （リポーター役）
- ALWAYS 三丁目の夕日'64 （編集社の事務員の女性役）